# West Side Elevated Highway

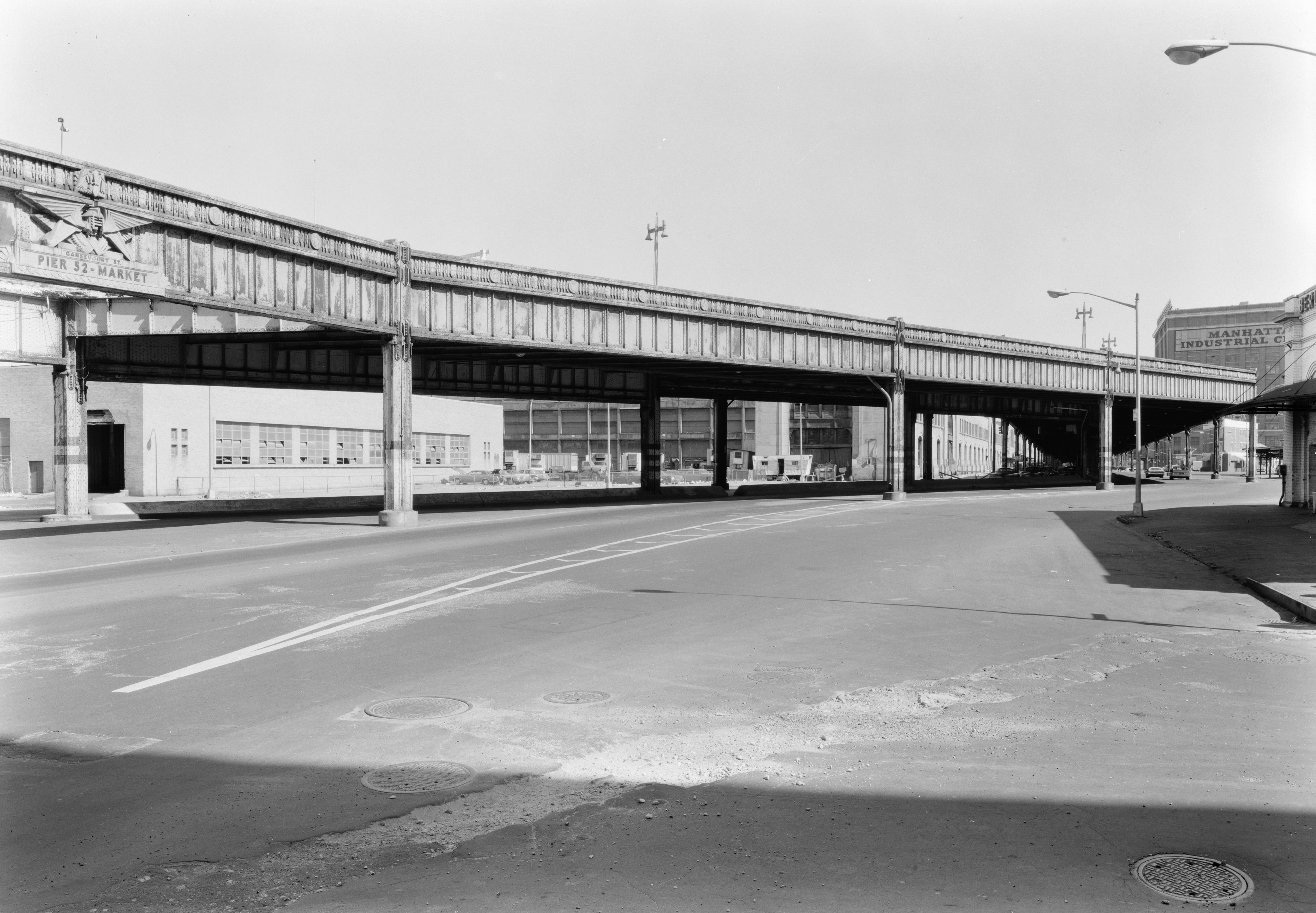
West Side Elevated Highway, 1974

De West Side Elevated Highway, ook wel Miller Highway, was een autosnelweg in de Amerikaanse stad New York van 1930 tot 1989. De snelweg was een gedeeltelijke ringweg en verbond alle westelijke districten van Manhattan met Lower Manhattan enerzijds, en Midtown en Upper Manhattan anderzijds. 
De West Side Elevated Highway was een viaduct van 6,1 meter hoog en was onderdeel van de New York State Route 9A langs de Hudson. De snelweg had erg smalle rijstroken en was berijdbaar van 1930 tot 1973. Het was een van de eerste snelwegtracés ter wereld dat bestond uit een langgerekt viaduct. De verhoogde snelweg werd aangelegd van 1929 tot 1951, maar afgebroken na partiële instorting door een zwaar verkeersongeluk met een vrachtwagen ter hoogte van 14th Street in het Meatpacking District op 15 december 1973. Hoewel de snelweg niet de capaciteit had voor ondersteuning van geladen vrachtwagens, kon het ongeluk toch plaatsvinden.
Bovendien was groot onderhoud aan de West Side Elevated Highway uitgebleven. Het gebruik van corrosief strooizout in de winter stimuleerde het verval. Na het ongeluk was de West Side Elevated Highway gesloten voor verkeer en in bouwvallige staat, en werd van 1977 tot 1989 ontmanteld - behalve een gedeelte nabij 72nd Street. Na de afbraak van het viaduct werd de West Side Highway aangelegd, een boulevard voorzien van twee keer drie of vier rijstroken die net als de Miller Highway – naar Julius Miller – in fases werd voltooid tussen 1996 en het voorjaar van 2001. De huidige route volgt nog steeds route 9A en heeft een totale lengte van 36 km. 

## Geschiedenis

### Bouw

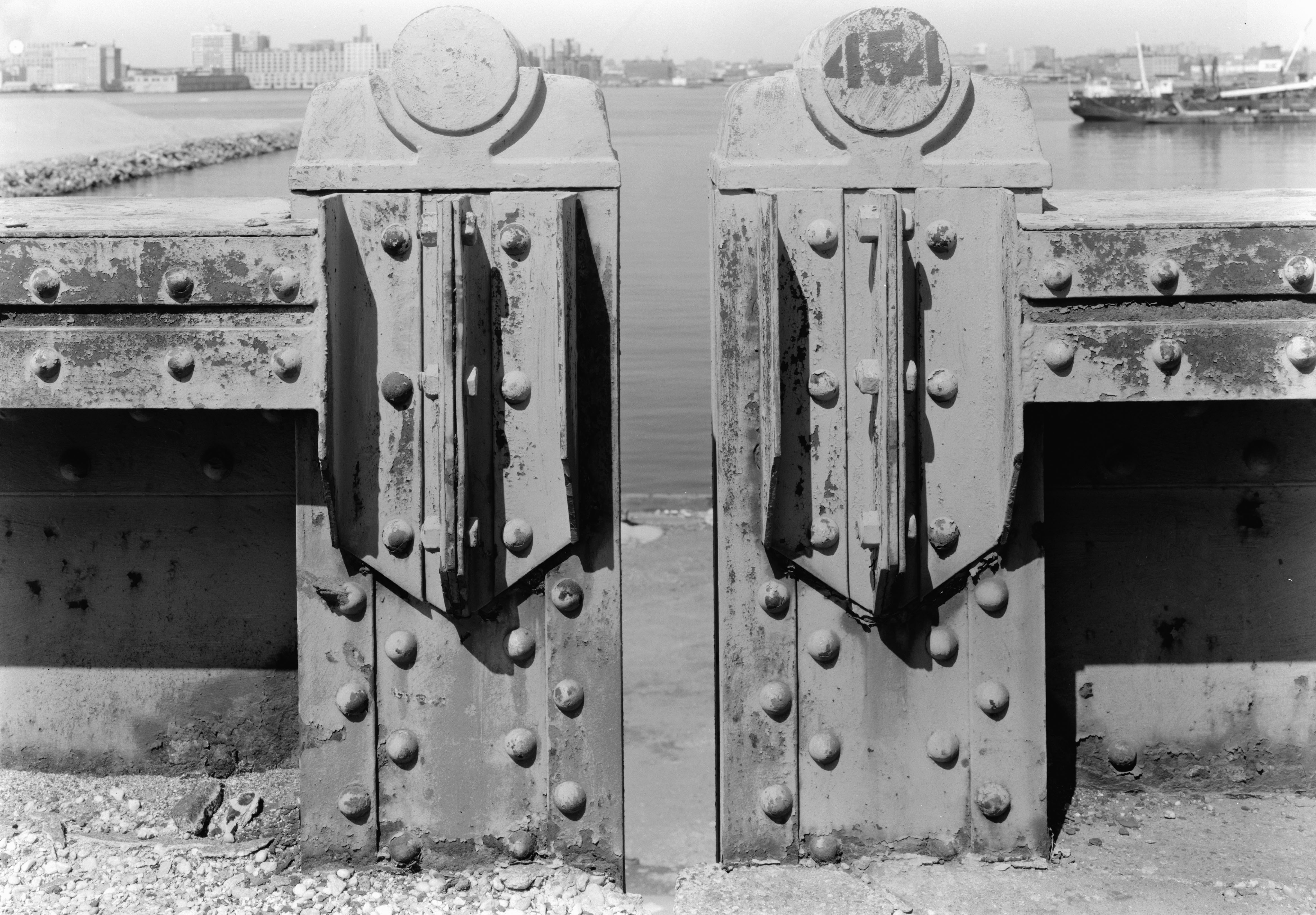
Stalen fragment langs de afrit naar Chambers Street

Voordat de West Side Elevated Highway werd aangelegd, was de weg langs de Hudson erg druk, met aanzienlijk dwarsverkeer naar dokken en veerboten. Op 22nd Street ging het meeste verkeer verder naar het noorden langs Eleventh Avenue, waarlangs de West Side Line van de New York Central Railroad (NYCRR) liep; het stond bij velen bekend als "Death Avenue" voor de vele dodelijke ongelukken veroorzaakt door botsingen van treinen en auto's. 
Het eerste officiële voorstel voor een verhoogde snelweg langs de westkant van Manhattan werd ingediend op 12 januari 1924. De snelweg moest 30 meter breed worden en liep ten noorden van het stadspark The Battery naar 72nd Street bij Riverside Drive, West End Avenue of Amsterdam Avenue. Verkeerscongestie betekende volgens het New York City Police Department extra kosten en een blokkering voor brandweerwagens.
Op 2 februari 1925 werd aangekondigd dat New York Central Railroad een verhoogde snelweg en goederenspoorlijn zou bouwen voor $ 24 miljoen zonder kosten voor de stad. In die periode stond Eleventh Avenue bekend als "Death Avenue" vanwege de gevaarlijke verkeerssituatie aldaar. De verhoogde structuur zou 106 kruispunten overlappen. Het voorstel kwam tot stand na zes maanden onderhandelen tussen Julius Miller, de stadsdeelvoorzitter van Manhattan, en de New York Central Railroad. De geplande snelweg zou eindigen ter hoogte van Canal Street in de Holland Tunnel, die op 13 november 1927 voor het verkeer zou opengaan. Het meest noordelijke punt was ingesteld op 72nd Street en Riverside Drive. Op- en afritten waren gepland op Canal Street, 23rd Street, Riverside Drive en minstens twee andere locaties. 
Port Authority of New York and New Jersey verzette zich tegen het plan en gaf de voorkeur aan een meer toekomstgericht en uitgebreid plan ten gunste van goederentransport. De Port Authority wilde een systeem van terminals en een verhoogde spoorlijn. Volgens de voorzitter van de Port Authority, Julian Gregory, was het vrijwel zeker dat New York Central Railroad niet zou kiezen voor het plan van de Port Authority. Men geloofde dat aanbieding van verhoogde sporen de NYCRR in staat zou stellen om de vracht te monopoliseren en haar prijzen te verhogen. De Port Authority meende dat het vooral een vrachtprobleem was, maar NYCRR en de stad New York beschouwden het als een eliminatieproject van verkeerscongestie.
Miller reageerde door te stellen dat er meteen iets moest gebeuren en zei dat als de Port Authority binnen een tijdspanne van vijf jaar een alomvattend plan zou kunnen uitbrengen, hij zijn volledige steun zou geven. Hij wees er ook op dat zijn plan slechts één onderdeel uitmaakte van zijn "allesomvattend plan voor de verlichting van verkeerscongestie"; hij had al vele wegen verbreed en verschillende in Midtown Manhattan aangelegde sporen verwijderd. Miller zei ook dat het plan de NYCRR geen rechten zou geven die ze nog niet hadden; het was slechts een verplaatsing van bestaande spoorlijnen. De spoorlijnen waren 55 jaar lang functioneel geweest, ondanks juridische stappen tegen NYCRR. Men wou de vrachttarieven pas verlagen als de nieuwe verhoogde structuur werd gebouwd.

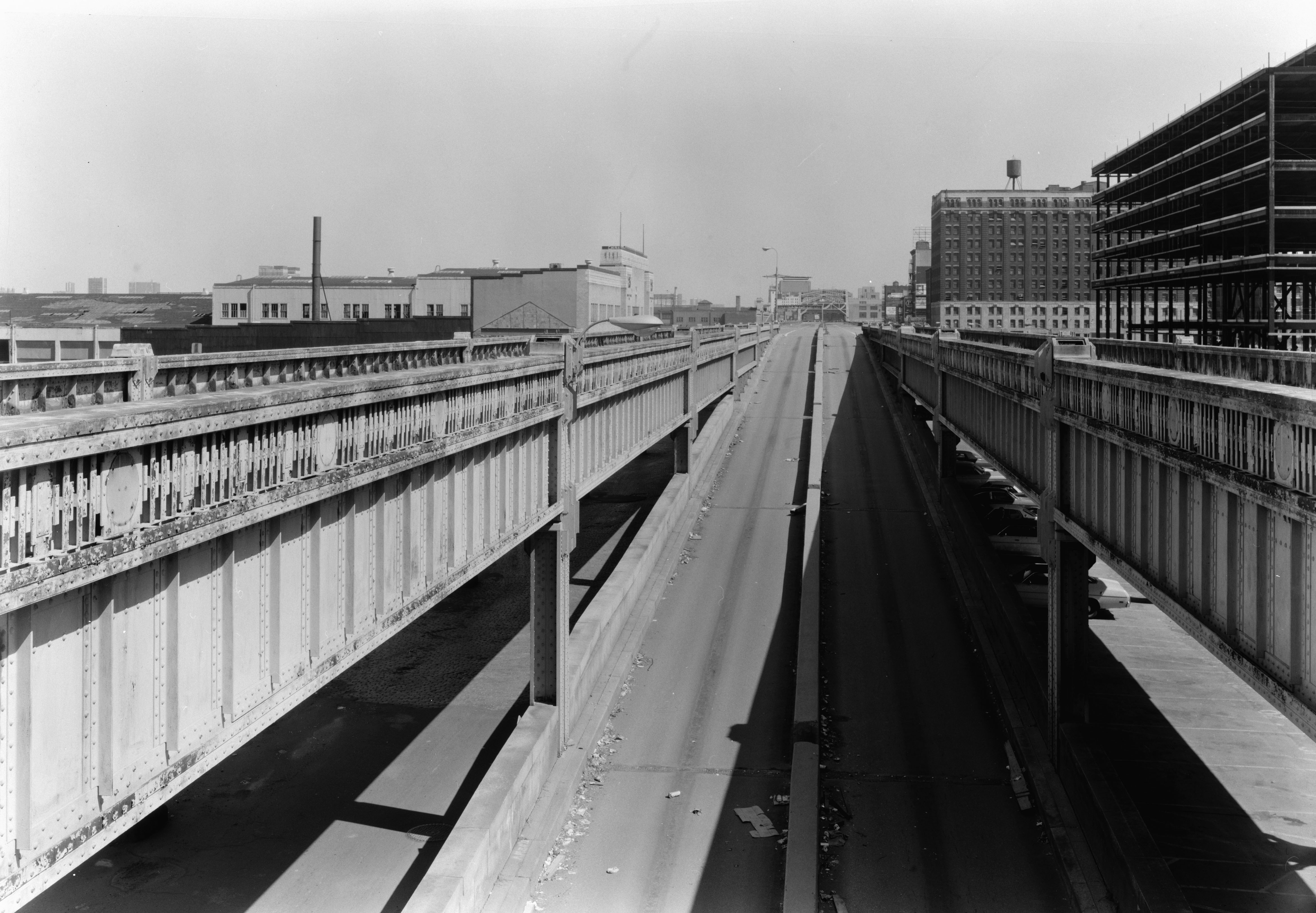
Op- en afritcomplex te Chambers Street

Op 24 april 1925 ondertekende gouverneur Al Smith een wetsvoorstel dat de aanleg van de snelweg goedkeurde. Middelen voor de snelweg van $ 11 miljoen moesten worden verkregen door vastgoed langs de route; dit werd als redelijk beschouwd vanwege de voordelen van de snelweg voor degenen die langs de route woonden. De weg moest 20 meter breed zijn, zo'n 1,5 meter breder dan Fifth Avenue, met een maximumsnelheid van minstens 48 km/u en zou 6,1 meter bovengronds gelegen zijn. Het zou worden gebouwd van staal, met een cementvlak. Er was ook ruimte voor voetgangers, deze was een meter breed; hoewel de snelweg voornamelijk bestemd was voor motorvoertuigen. Lange hellingen waren voorzien voor het betreden en verlaten van de snelweg. Vrachtwagens zouden op de snelweg toegestaan zijn.
West Side Elevated Highway werd gebouwd met horten en stoten, een constructie die begon in 1929 en die even rommelig was als de planning erachter. Twee jaar na de start van de bouw, stopte de bouw vanwege de Grote Depressie van de jaren 30, hoewel er toen geen op- en afritten gereed waren. De snelweg zou de verkeersproblemen van de stad destijds ook niet hebben opgelost, omdat er geen manier was om door Upper Manhattan te rijden via de lokale straten. Toch ging de bouw verder, over de hele lengte van de snelweg, van 72nd Street tot de Brooklyn-Battery Tunnel. De bouw werd uiteindelijk pas in 1951 voltooid. 
De snelweg moest als een symbool dienen van civilisatie voor het naoorlogse New York, ondanks een overwegend industriële aanblik die de stad op dat moment had. Industrie was echter een dominante factor in de buurt; het Meatpacking District werd geheel ingenomen door vleesverwerkende bedrijven of slagers, terwijl de haven van New York nog steeds een vervuilende factor was. Een rit langs de West Side Elevated Highway gaf destijds een volledig beeld van een vervuilde Hudson. Het uitzicht aan de andere kant, met name van de pakhuizen en het verkeer, was volgens critici net als in het westen onaantrekkelijk.

### Tracé

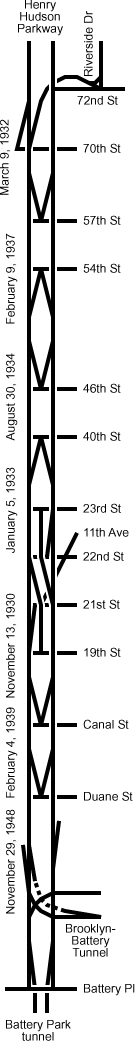
Tracé van de West Side Elevated Highway

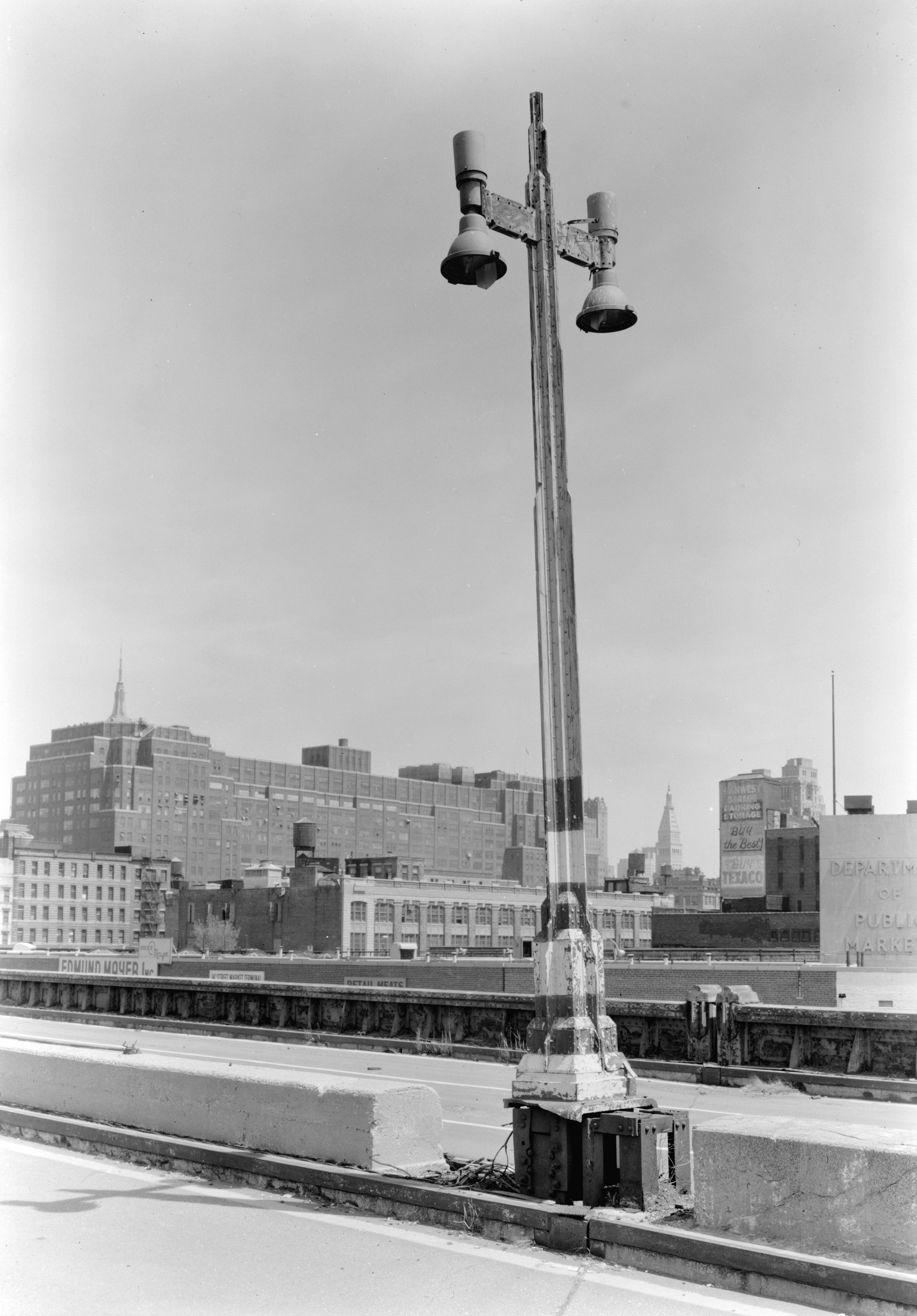
Lantaarnpaal bij het op- en afrittencomplex 23th Street

Het gedeelte tussen Canal Street en 22nd Street was klaar op 13 november 1930, maar werd officieel geopend voor publiek verkeer op 17 november 1930. Na dit gedeelte bevonden zich een op- en afrittencomplex op 23th Street en 25th Street, die pas later werden toegevoegd.
Het gedeelte tussen 59nd Street en 72nd Street, de fysieke grens tussen Midtown en Upper Manhattan, opende voor het verkeer op 9 maart 1932. De oorspronkelijke configuratie werd op 72nd Street ingevoerd, met afritten die een bocht van 90 graden vormden. Zodra de noordelijke extensie was aangelegd, draaide het verkeer in noordelijke richting direct van en naar 72nd Street. Ter hoogte van 72nd Street bevond zich een zuidelijke op- en afrit aan de linkerkant, met een directe oprit van Riverside Drive (later gesloten) en een zuidelijke afrit naar 70th Street werd nooit voltooid. Dit is het enige verhoogde gedeelte dat nog bestaat, hoewel strijdig met de plannen voor het ontwikkelingsproject van de huidige buurt Riverside South.
De routes tussen 22nd- en 38th Street en 38th- en 46th Street waren gereed voor gebruik op 5 januari 1933 en 30 augustus 1934, respectievelijk. Het traject stond in verbinding met de veerterminal van Weehawken, New Jersey. In 1934 werden verbindingen tussen de verhoogde snelweg en de tweede niveaus van de pieren voorgesteld. Toenmalig stadsdeelvoorzitter van Manhattan, Samuel Levy, was al snel tegen deze verbindingen, daarbij verwijzend naar inmenging van het verkeer naar het zuiden op de snelweg. Het plan, dat was voorgesteld op verzoek van verschillende cruisemaatschappijen, werd uiteindelijk afgewezen.

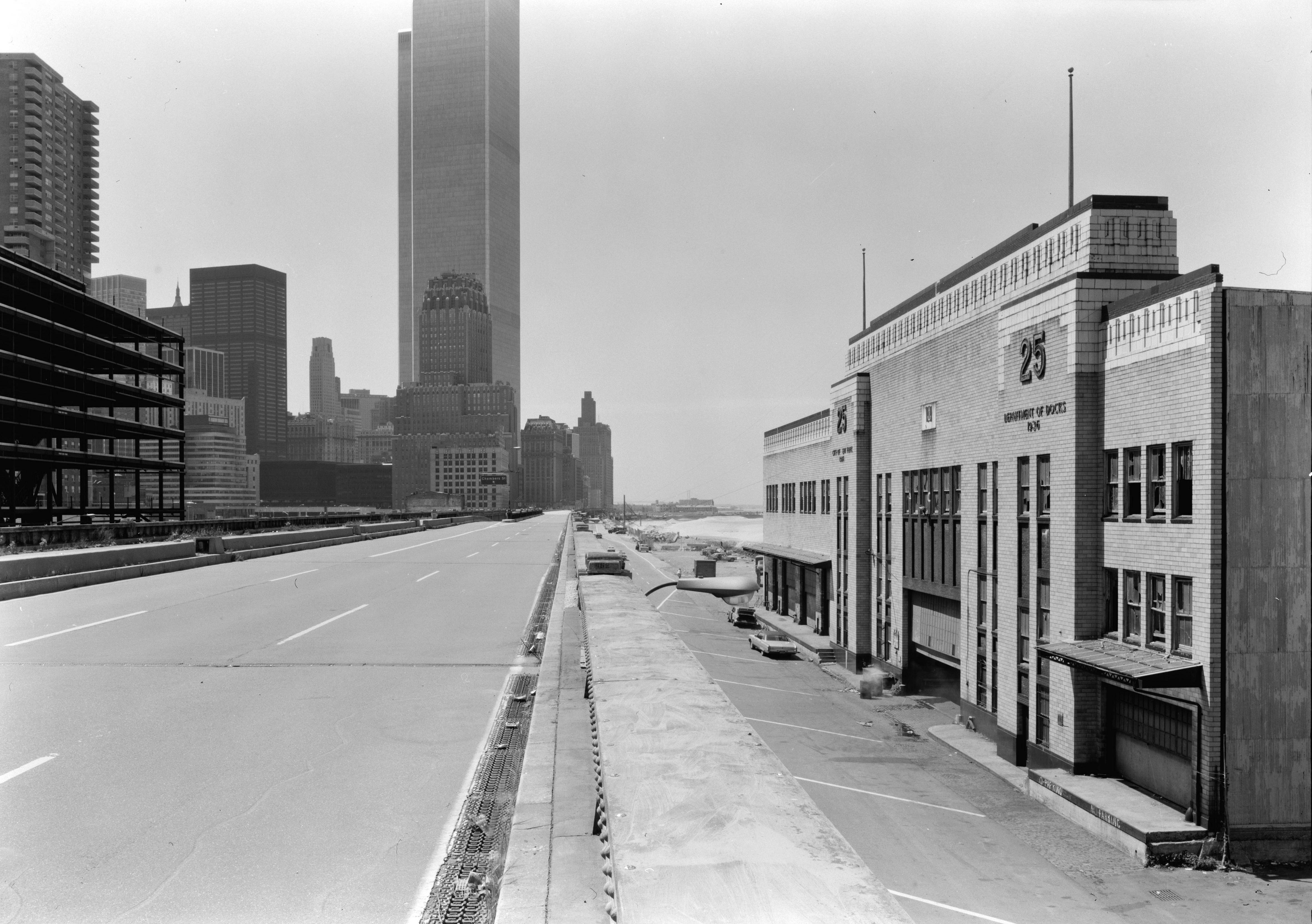
West Side Elevated Highway in TriBeCa, 1974

De bouw van het laatste deel van de oorspronkelijk geplande snelweg, van 46th Street naar 59th Street, ging van start op 13 februari 1936 en was klaar op 9 februari 1937. Het gedeelte vervolledigde zo grotendeels de verhoogde snelweg, maar ter hoogte van Duane Street werd de bouw stopgezet tijdens de Tweede Wereldoorlog; de snelweg werd later afgewerkt met een ander ontwerp. Op 23 augustus 1934 ondertekende gouverneur Herbert H. Lehman een wetsvoorstel dat de bouw van een zuidelijke expansie van de verhoogde snelweg tussen Canal Street en The Battery mogelijk maakte. De bouw van dit segment werd echter tegengewerkt door de gemeenschappen langs de route, omdat het "kon resulteren in verspilling van belastinggelden". De bouw op het eerste deel hiervan, van Duane Street naar Canal Street, begon op 24 januari 1938. 
In tegenstelling tot eerder voltooide delen van de snelweg, die granieten blokken als oppervlak gebruikte, werd beton gebruikt voor de nieuwe sectie. De weg was toegankelijk voor verkeer op 4 februari 1939. Een stalen bovenbouw bestaande uit een gebogen brug werd aan Canal Street gebouwd omdat er beperkte ruimte was voor brugpijlers. Na een lange pauze als gevolg van de Tweede Wereldoorlog startte men in 1947 de bouw van de sectie tussen Carlisle Street en Barclay Street. Dit gedeelte werd uitgebreid om Duane Street vanuit het noorden te bereiken en werd op 29 november 1948 geopend. Het zuidelijke gedeelte werd verbonden met de Brooklyn-Battery Tunnel op 25 mei 1950, waarlangs vanaf 1966 het oorspronkelijke World Trade Center kwam te staan. Een tunnel met vier rijstroken onder The Battery en de East River, opende op 10 april 1951.

### Instorting

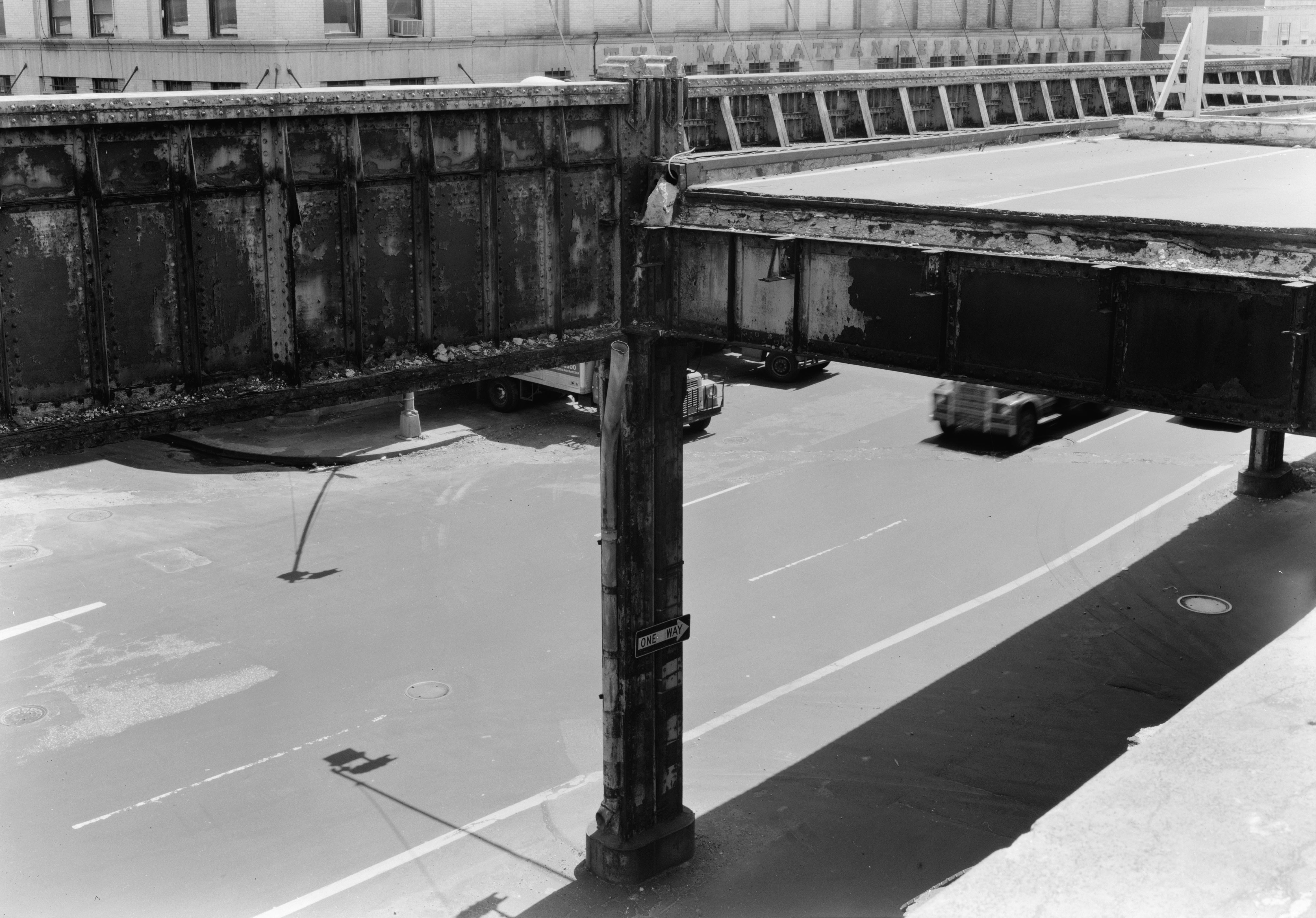
Ingestorte deel van West Side Elevated Highway

Op 15 december 1973 bezweek een stuk van 25 meter lange noordelijke rijstroken in het Meatpacking District tussen Little West 12th Street en Gansevoort Street onder het gewicht van een vrachtwagen, waarvan gedacht werd dat het meer dan 9.100 kg asfalt zou vervoeren voor lopende reparaties aan de snelweg. De verbindingen tussen dwarsliggers die dit deel van de rijbaan ophielden en de oostelijke hoofdligger faalden. Een auto volgde de truck door het gat; geen van beide bestuurders raakte ernstig gewond. Het duurde uren om alle verkeer af te sluiten die achter de ineenstorting was opgesloten. Later ontdekte men dat de vrachtwagen daadwerkelijk 30 ton asfalt droeg en 9 ton overbelast was. Het viaduct werd onveilig verklaard en men besloot de gehele infrastructuur af te breken.

### Afbraak
Het deel van de snelweg grenzend aan de ineenstorting werd als eerste neergehaald in 1977, en het gedeelte tussen 26th en 42nd Street werd gesloopt tussen november 1981 en de zomer van 1982. De snelweg van Jane Street naar Spring Street werd gesloopt tussen de lente en de herfst van 1981, en de snelweg van Spring Street naar het zuiden naar The Battery werd afgebroken tussen de zomer van 1981 en de lente van 1982, waarna in die zones onder andere Battery Park City en het World Financial Center werden opgetrokken. 
Het segment van 43rd tot 59th Street bleef staan omdat men dacht dat het zou kunnen worden opgeknapt. De reparatiewerken aan het resterende deel van de snelweg zou afzonderlijk worden gefinancierd, omdat interstate-fondsen niet zouden kunnen worden gebruikt om een autosnelweg te verbinden met een faciliteit voor beperkt gebruik - in dit geval de Henry Hudson Parkway. Rijstrookverbeteringen werden aangebracht in 1981, waarvan permanent op het gedeelte snelweg ten zuiden van 59th Street. Vroeger kon het verkeer naar het noorden de snelweg op 43rd Street binnenrijden en het verkeer naar het zuiden werd uit de snelweg bij 59th Street geleid. De stad verwijderde het gedeelte van 43rd tot 59th Street in oktober 1989.
De verhoogde snelweg werd vervangen door de West Side Highway, een wijde boulevard met een lengte van 8,5 km. De weg, die gereed was in het voorjaar van 2001, werd al snel zwaar beschadigd in de aanslagen op 11 september 2001; met name ter hoogte van Battery Park City. Het beschadigde gedeelte werd na de aanslagen gerepareerd. Een klein deel van de constructie van de voormalige snelweg staat nog overeind nabij 72nd Street langs de Henry Hudson Parkway in het zuiden van Riverside Park (Hudson River Greenway), evenals een stuk van de rijbaan en twee karakteristieke lantaarnpalen.

## In popcultuur
Gedurende zijn korte bestaan was de autosnelweg te zien als overzichtsshot in vele films uit met name het Klassiek Hollywood-era, maar ook na de afbraakwerken keerde de snelweg nog een aantal keer terug. De West Side Elevated Highway komt in beeld tijdens de openingsscène van de film West Side Story uit 1961, met Natalie Wood en Richard Beymer in de hoofdrollen. Daarnaast wordt de West Side Elevated Highway getoond in al zijn glorie met druk verkeer tijdens een vroege scène van Taxi Driver met in de titelrol Robert De Niro, hoewel de snelweg toen al gesloten was voor alle verkeer. 
Voorts kwam de snelweg aan bod in The Hustler, de sitcom Maude (telkens wanneer de naam van actrice Beatrice Arthur in beeld kwam in de aftiteling) en tijdens een sketch van Saturday Night Live genaamd "La Dolce Gilda" - de laatste scène van de sketch werd gefilmd op de gesloten snelweg ter hoogte van 23rd Street. In augustus 2010 keerde de snelweg terug en speelde een belangrijke rol in het computerspel Mafia II. Het verhaal van dit spel speelt zich af in de jaren 40 en 50 van de 20e eeuw. Een snelweg die gebaseerd was op de West Side Elevated Highway werd aan het spel toegevoegd opdat spelers zich makkelijker konden verplaatsen door een stad gebaseerd op meerdere Amerikaanse steden met de naam Empire Bay. 